# Menhammar
Menhammar är en bebyggelse i Ekerö kommun på Ekeröns nordligaste del. Menhammar är belägen i Ekerö socken där Ekerön övergår i Kärsön och begränsas av Långtarmen i öster och Hovgårdsfjärden i väster. Namnet härrör från Menhammar gård med rötter tillbaka till 1280-talet. Till gården hör Menhammar stuteri som började sin verksamhet 1947.
Bebyggelsen klassades av SCB som småort 2010 men avregistrerades som småort 2020 då antalet boende understeg 50.